# Catena
Međunarodna slobodnozidarska unija "Catena" (njem. Internationale Freimaurerunion "Catena"; engl. International Masonic Union – Catena) je međunarodni savez koji okuplja adogmatske i liberalne slobodnozidarske velike lože u Europi. 

## Povijest
Catena je osnovana 2. srpnja 1961. godine u Frankfurtu na Majni od strane triju velikih loža iz Njemačke, Nizozemske i Austrije, koje se pridržavaju temeljnih načela ravnopravnosti muškaraca i žena u slobodnom zidarstvu. Te velike lože su: Velika loža za muškarce i žene u Njemačkoj "Humanitas", Velika mješovita loža Nizozemske i Austrijski opći masonski red "Humanitas" (danas Velika loža "Humanitas" Austrije).
Tijekom desetljeća svog djelovanja, Uniji se pridružilo više od deset velikih loža iz različitih dijelova Europe. Međutim, tijekom vremena, neke od tih velikih loža (poput suosnivača Velike mješovite lože Nizozemske) odlučile su napustiti Uniju, bilo zbog promjene vlastitih smjerova djelovanja, unutarnjih reorganizacija ili različitih pogleda na slobodnozidarske principe i praksu. Godine 2000. Unija je imala deset članova, no već 2002. popisano ih je samo sedam, među kojima su bila tek dvoje od troje osnivača.

## Načela djelovanja
Unija počiva na načelima koja prihvaćaju sve članice, a ta načela su:
- Temelj univerzalne masonerije je priznavanje Vrhovne Stvarnosti – izvora našeg postojanja, u kojem živimo i djelujemo.
- Prvo načelo: Jedinstvo i jednakost svih ljudskih bića proizlazi iz priznavanja našeg duhovnog srodstva. Ovo načelo izraženo je u slobodnom zidarstvu kao bratska ljubav.
- Drugo načelo: Ublažavanje patnje obuhvaća dva aspekta: prvi je ne nanositi štetu nijednom živom biću, a drugi pružati pomoć onima koji su u potrebi.
- Treće načelo: Istina koja se temelji na slobodnom umu i objektivnom sagledavanju stvarnosti, ključna je za samospoznaju svakog slobodnog zidara.

Ova načela predstavljaju temelj djelovanja Cateninih članica i vode ih u njihovom slobodnozidarskom radu.

## Članstvo
U travnju 2024. godine ove unija okuplja 11 velikih loža:
- Velika loža "Humanitas" Austrije[a]
- Velika loža "Humanitas" Bohemije
- Velika europska loža Univerzalnog bratstva
- Masonska skupina mješovitih i samostalnih loža
- Velika loža slobodnog zidarstva za muškarce i žene Grčke
- Talijanski tradicionalni masonski red
- Velika loža za muškarce i žene u Njemačkoj "Humanitas"[a]
- Rumunjski mješoviti masonski red
- Slobodni zidari "Mare Nostrum"
- Red drevnog slobodnog zidarstva za muškarce i žene
- Velika loža modernih mješovitih masona

### Bivše članice
Tijekom godina u članstvu bile su i: 
- Velika mješovita loža Nizozemske[a]
- Velika loža Italije
- Ljudsko pravo Švedske[5][b]
- Velika loža arhitekata akvarija[5]